# Suffer
Suffer là album phòng thu thứ ba của ban nhạc punk rock người Mỹ Bad Religion, được phát hành qua hãng đĩa độc lập Epitaph Records vào ngày 8 tháng 9 năm 1988. Đây là album đầu tiên được hãng đĩa phát hành và phân phối đồng thời. Sau khi phát hành EP Back to the Known (1985), Bad Religion bước vào giai đoạn gián đoạn tạm thời, rồi tái hợp và sáng tác album đầu tiên trong 5 năm.
Dù Suffer không vào được bảng xếp hạng Billboard 200, nó đã được một số nhà phê bình xem như một trong các album punk rock quan trọng nhất mọi thời. Rất nhiều nhóm punk làn sóng thứ ba chịu ảnh hưởng lớn bởi Suffer, gồm NOFX của Fat Mike, người gọi nó là "tác phẩm đã làm thay đổi mọi thứ."
"You Are (The Government)", "1000 More Fools", "How Much Is Enough?", "Land of Competition", "Best For You", "Suffer", "What Can You Do?", và "Do What You Want", đều là những ca khúc yêu thích của người hâm mộ, và một số thường xuyên được chọn biểu diễn. Ca khúc duy nhất trong Suffer chưa bao giờ được biểu diễn trực tiếp là "Part IV (The Index Fossil)".

## Bối cảnh
Bad Religion được thành lập tại Miền Nam California bởi hát chính Greg Graffin và tay guitar Brett Gurewitz năm 1980. Bộ đôi thuê Jay Bentley (bass) và Jay Ziskrout (trống) và bắt đầu viết nhạc. Năm 1981, ban nhạc phát hành EP đầu tay qua hãng đĩa mới thành lập Epitaph Records, được Gurewitz quản lý và sở hữu. Năm 1982, album đầu tiên, How Could Hell Be Any Worse?, ra mắt và nhận được lượng người theo dõi đáng kể. Trong khi thu âm album đó, Ziskrout rời nhóm và được thay thế bởi Pete Finestone. Sau nhiều thay đổi nhân sự hơn và album thứ hai, Into the Unknown (1983), bị thờ ơ, Bad Religion bắt đầu gián đoạn.
Năm 1984, Greg Hetson của Circle Jerks, người chơi đoạn guitar solo trong "Part III" của How Could Hell Be Any Worse?, trở nên nổi tiếng, và hỗ trợ Graffin trong ca khúc "Running Fast" của soundtrack phim Desperate Teenage Lovedolls. Không lâu sau, Graffin tái hợp Bad Religion, Hetson thay thế Gurewitz, người phải giải quyết các vấn đề về ma túy. Bad Religion trở lại với EP Back to the Known (1985), nhưng rồi lại tan rã lần nữa.
Năm 1987, Gurewitz giải quyết song các vấn đề ma túy và tìm kiếm công việc. Sau vài chương trình hướng nghiệp và một số nghề nghiệp kì lạ, ông trở thành kỹ thuật viên thu âm và là chủ một phòng thu. Gurewitz ghi nhận, "Tôi đã yêu thích, và vẫn thích, làm một kỹ thuật viên thu âm, nhưng tôi chỉ phí thời gian trong việc kiếm tiền. Nhiều thì giờ bị bỏ phí. Tôi chỉ biết tôi muốn làm nhạc. Rồi, năm 1987, Bad Religion nói, 'Này bạn, sao chúng ta không trở lại với nhau nhỉ?". Sau tái hợp, họ bắt đầu sáng tác và đến Westbeach Recorders tháng 4 năm 1988 để thu album tiếp theo. Theo Gurewitz, album cần tám ngày để thu âm và phối khí.
Các thành viên của L7 góp mặt trong album này. Donita Sparks và Suzi Gardner chơi guitar trong "Best for You" và Jennifer Finch hát nền trong "Part II (The Numbers Game)".

## Tiếp nhận
| Đánh giá chuyên môn | Đánh giá chuyên môn |
| Nguồn đánh giá      | Nguồn đánh giá      |
| Nguồn               | Đánh giá            |
| ------------------- | ------------------- |
| AllMusic            | [ 11 ]              |
| Robert Christgau    | (B)                 |
| PunkNews            | [ 13 ]              |
| Rolling Stone       | [ 14 ]              |
| Spin                | 7/10                |

Suffer nhận được nhiều đáng giá tích cực, Robert Christgau cho album "B", và viết; "Lần trở lại này được xem là một cột mốc trong hardcore, có lẽ bởi vì nó [có sự] nhất quán." Alternative Press cho rằng đây là "...album định nghĩa của họ....họ không bao giờ có thể che khuất hòn lửa của năng lượng sáng tạo này."
Trong một fan poll, "Do What You Want" được xem là một trong những ca khúc hay nhất của Bad Religion, cùng "American Jesus" và "Along The Way." Tim Armstrong của Rancid nói rằng "What Can You Do?" là bài hát ông yêu thích nhất của Bad Religion.

## Bìa
Bìa đĩa là hình vẽ một thiếu niên đang bị thiêu cháy mặc một chiếc áo in logo Bad Religion. Bìa này được Jerry Mahoney thiết kế. Nhân vật trên bìa đĩa là một vật lấy khước tên "Boy on Fire" của ban nhạc. NOFX nhại hình ảnh này trên bìa Surfer EP.

## Vinh danh
Theo AcclaimedMusic.net.
| Công bố   | Quốc gia | Vinh danh                                         | Năm  | Thứ hạng |
| --------- | -------- | ------------------------------------------------- | ---- | -------- |
| Soundi    | Phần Lan | The 50 Best Albums of All Time + Top 10 by Decade | 1995 | 35       |
| Rock Hard | Đức      | Top 300 Albums                                    | 2001 | 222      |

## Danh sách ca khúc
| Mặt 1 | Mặt 1                      | Mặt 1             | Mặt 1      |
| STT   | Nhan đề                    | Sáng tác          | Thời lượng |
| ----- | -------------------------- | ----------------- | ---------- |
| 1.    | "You Are (The Government)" | Graffin           | 1:21       |
| 2.    | "1000 More Fools"          | Gurewitz          | 1:34       |
| 3.    | "How Much Is Enough?"      | Gurewitz          | 1:22       |
| 4.    | "When?"                    | Graffin           | 1:38       |
| 5.    | "Give You Nothing"         | Graffin, Gurewitz | 2:00       |
| 6.    | "Land of Competition"      | Graffin           | 2:04       |
| 7.    | "Forbidden Beat"           | Graffin, Gurewitz | 1:56       |
| 8.    | "Best for You"             | Graffin           | 1:53       |

| Mặt 2 | Mặt 2                        | Mặt 2             | Mặt 2      |
| STT   | Nhan đề                      | Sáng tác          | Thời lượng |
| ----- | ---------------------------- | ----------------- | ---------- |
| 9.    | "Suffer"                     | Graffin, Gurewitz | 1:47       |
| 10.   | "Delirium of Disorder"       | Gurewitz          | 1:38       |
| 11.   | "Part II (The Numbers Game)" | Gurewitz          | 1:39       |
| 12.   | "What Can You Do?"           | Graffin           | 2:44       |
| 13.   | "Do What You Want"           | Gurewitz          | 1:05       |
| 14.   | "Part IV (The Index Fossil)" | Graffin           | 2:02       |
| 15.   | "Pessimistic Lines"          | Graffin           | 1:07       |

## Thành phần tham gia
- Greg Graffin – hát
- Brett Gurewitz – guitar
- Greg Hetson – guitar
- Jay Bentley – guitar bass
- Pete Finestone – trống
- Donita Sparks - guitar phụ trong "Best for You"
- Suzi Gardner - guitar phụ trong "Best for You"
- Jennifer Finch - hát nền trong "Part II (The Numbers Game)"
- Donnell Cameron – kỹ thuật viên
- Legendary Starbolt – kỹ thuật viên
- Jerry Mahoney – bìa